# Banana (Burkina Faso)
Pour les articles homonymes, voir Banana.
Banana est une commune rurale située dans le département de Djibasso de la province de la Kossi dans la région de la Boucle du Mouhounau Burkina Faso.